# Château de la Durbelière
Le château de la Durbelière est situé sur la commune de Saint-Aubin-de-Baubigné (commune associée à Mauléon) dans le département des Deux-Sèvres en France.
Rendu célèbre par Henri de La Rochejaquelin qui y naquit en 1772, le château est actuellement en ruines à la suite de plusieurs incendies survenus durant les guerres de Vendée. 
Le site appartient à la commune de Mauléon depuis le 8 septembre 2023 et est entretenu et animé par l'association La Durbelière.

## Historique
Le premier château a été construit au XVe siècle puis remanié au début du XVIIe siècle et au XVIIIe siècle.
Il est transmis à la famille du Vergier de la Rochejaquelin à la fin du XVIIIe siècle.
Henri de La Rochejaquelein, général de l'armée catholique et royale pendant les guerres de Vendée, y a résidé, ce qui valut au château d'être incendié cinq fois entre 1793 et 1794 et d'être actuellement en ruines.
Les vestiges du château qui avaient été inscrits le 26 octobre 1927, les communs et les sols qui avaient été inscrits le 15 octobre 1993 ont été classés monument historique le 8 janvier 1996, ainsi que les douves, le pigeonnier, les murs de clôture et l'étang.

## Architecture
Le château est en ruines. Restent les douves et les communs dont le pigeonnier qui se dégradent chaque jour un peu plus.
Le château est constitué de souterrains qui, selon la légende, rejoignaient l'église de Saint-Aubin-de-Baubigné. Les souterrains ont été condamnés.
En dépit du fait que ce château est en ruine, il conserve sa beauté. Une maquette a été réalisée, ainsi, on peut imaginer à quoi le château ressemblait avant d'être incendié et abîmé par le temps. Cette maquette se trouve dans la mairie de Saint-Aubin-de-Baubigné.

## Galerie d'images

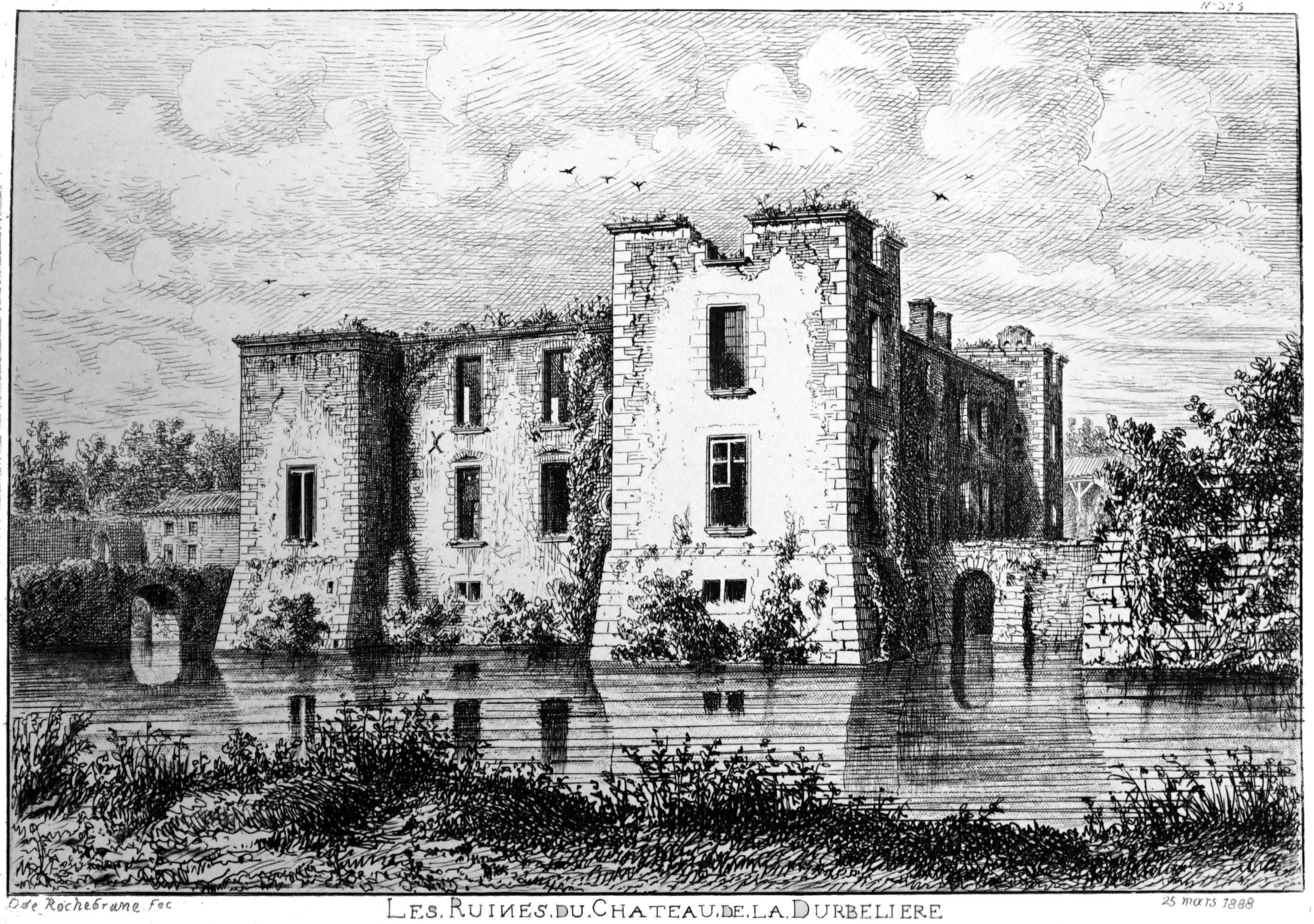
XIXe siècle,
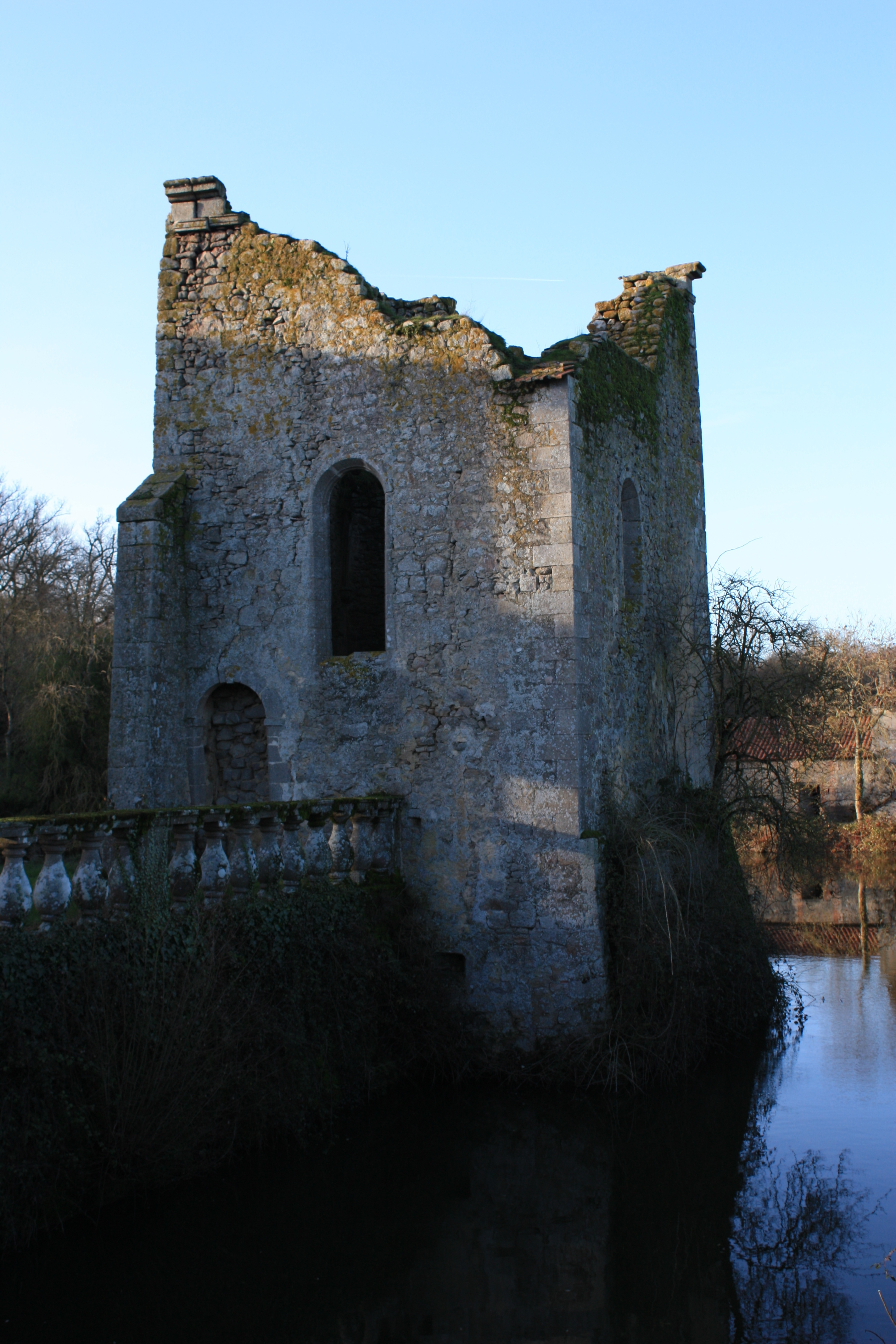
Tour et douves,
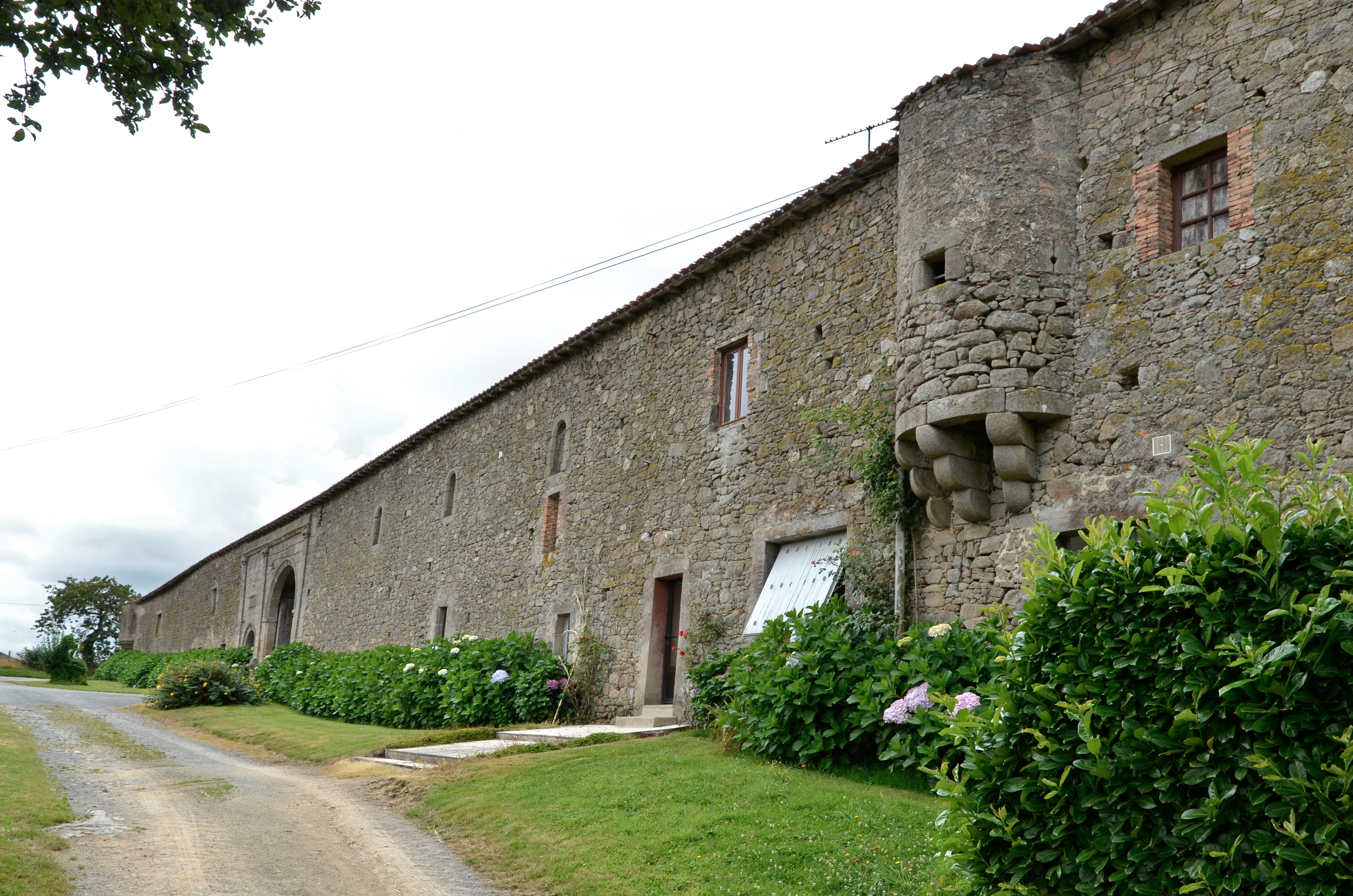
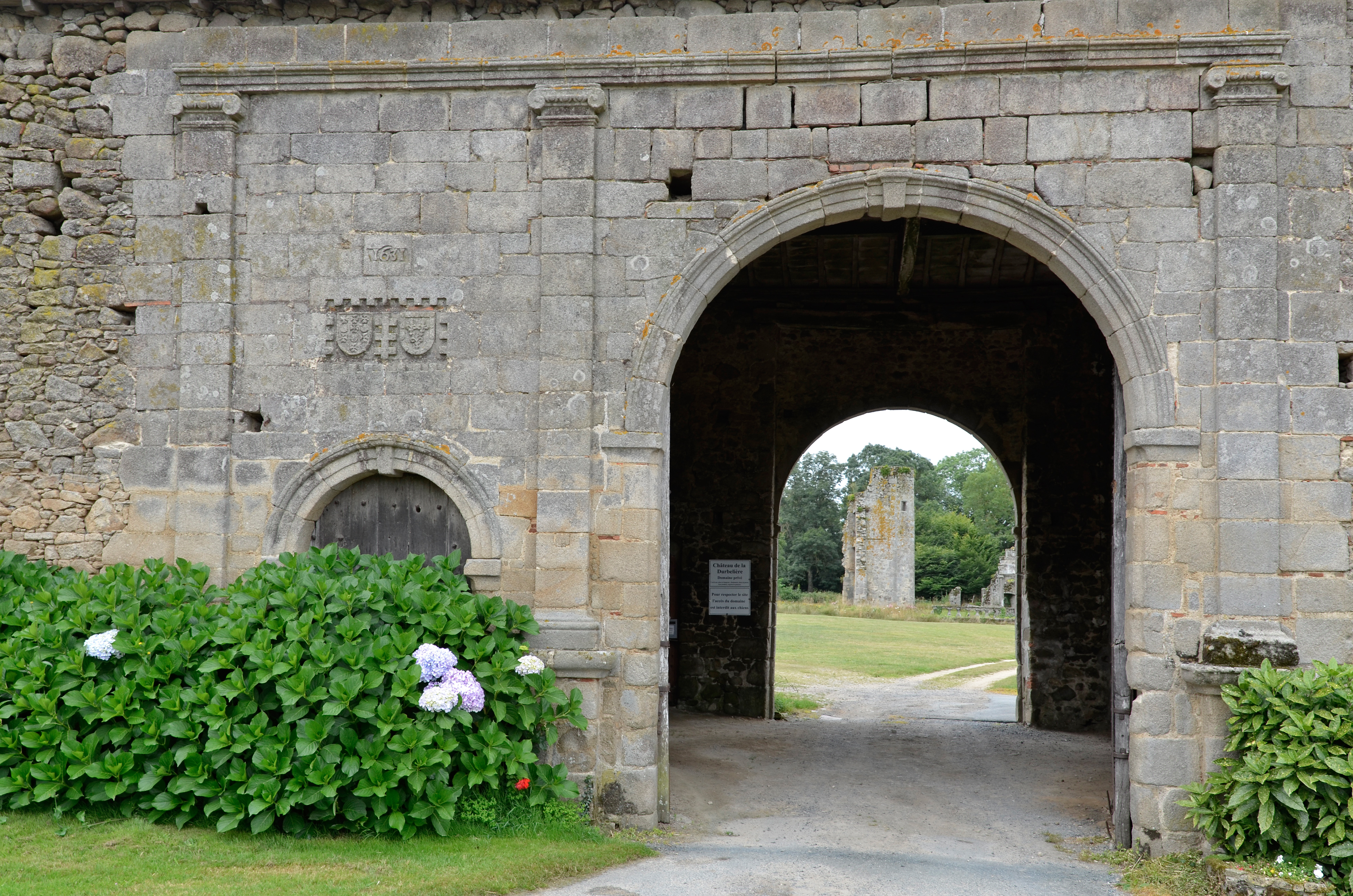
entrée.